# Barrio Cisne 2
EL Cisne 2 es un barrio de la ciudad de Guayaquil, ubicada en la parroquia Febres Cordero. Se formó a partir de oleadas de migrantes de todas partes del país que huían de la pobreza y buscaban oportunidades en Guayaquil que era la versión “criolla”, del “sueño americano”, respondía a su vez al deseo de un espacio propio de las familias, “vivir en Guayaquil, en casa propia”, fue la aspiración de quienes levantaron la primera “periferia” de Guayaquil rindiendo al estero y al manglar.

## Antecedentes
Cisne 2 a inicios de los 70 tuvo su asentamiento, al igual que la década de los 60 se tuvo como asentamiento la parroquia Febres Cordero sin la planificación del gobierno local o nacional. La consolidación de Cisne 2, forma parte de una expansión, ubicado a las orillas del estero Mogollón, al suroeste de la ciudad de Guayaquil, siendo un sector perteneciente a la parroquia urbana Febres Cordero. Su asentamiento se dio a partir de oleadas de migrantes de cada parte del país, huyendo de la pobreza, buscando oportunidad de trabajo en Guayaquil, ya que era visto como la oportunidad laboral para salir del desempleo, respondiendo al deseo de las familias de vivir en Guayaquil en su casa propia, lo cual fue la aspiración para muchos ciudadanas de levantar la primera periferia de Guayaquil rodeado del estero y el manglar. Al oeste de la ciudad de Guayaquil se encuentra el primer asentamiento histórico de los afroecuatorianos: el Suburbio Oeste (parroquia Febres Cordero) y el sector Cristo del Consuelo donde el Cisne 2 lidera como una de las áreas con gran población afroecuatoriana. Si bien el sector es realmente grande, se puede precisar que los afroecuatorianos se asientan en lugares como la calle 4 de noviembre hasta la calle A; la calle 8 hasta los esteros incluyendo el Cisne 2; la calle 9 con la calle H; la calle de la Virgen de Soto; la calle Lizardo García con Pancho Segura.

## Estructura urbana
El tipo de asentimiento que se logra identificar en el barrio Cisne II, que forma parte de la Parroquia Febres Cordero de la ciudad de Guayaquil, es de tipo Irregular o Informal. Este surgió debido a que Guayaquil en los años 50 consolida una serie de funciones, especialmente de comercialización y gestión, esto desencadenó procesos de zonificación urbana. Esto es, la zona del puerto propiamente se readecúa según las nuevas necesidades; el comercio y finanzas se establecen en el centro, mientras que las áreas residenciales desarrollan un singular y diferencial proceso de asentamiento que se caracterizó por la densificación del tugurio central y por el traslado paulatino, pero sostenido, hacia la zona del Suroeste de la ciudad (Conformada por  las parroquias Febres Cordero, Urdaneta y García Moreno), con lo cual se puebla lo que se conoce como el Suburbio. 

### Equipamientos
En el sector “Cisne II” de la parroquia Febres Cordero de la ciudad de Guayaquil se puede observar que, en su mayoría, es zona residencial. Existe equipamiento de carácter comercial alrededor, pero netamente a nivel básico (Tiendas barriales). Cuenta con equipamientos de salud, como es el  Centro de Salud “El Cisne II”, y educación cerca, como el Centro Educativo Fiscal Mixto “Olga Aguirre”, lo cual es importante para salvaguardar aspectos importantes en la calidad de vida de los habitantes de este sector.
Además, cuenta con una extensa área de recreación y espacio público, comprendida por un Complejo Deportivo, que permite que los habitantes realicen ejercicio y este sea un aporte positivo a su salud. Por otro lado también cuenta con una plazoleta, monumento y área caminable, lo que permiteque los habitantes del sector tengan espacios donde interactuar y convivir como comunidad.

### Vialidad y transporte público / privado
La tricimoto es el medio de transporte que usualmente lo usan los habitantes de Cisne 2, al igual da trabajo a muchas personas del sector.
Direcciones a Cisne 2 (Guayaquil) en transporte público las siguientes líneas de transporte tienen rutas que pasan cerca de Cisne 2.
Autobús: RUTA 100, RUTA 121, RUTA 90, RUTA C1C
La forma más factible de llegar es en taxi o en auto público, tomando en cuenta las calle principal y las vías arteriales que llevan a las viviendas, en conjunto con las secundarias que llevan al parque lineal y las canchas deportivas.
A la orilla del Estero Mogollón hay un parque lineal, que sirve como espacio de deporte y recreación para los miembros de Cisne 2 y los barrios vecinos.

### Tipos de edificaciones predominantes
Las edificaciones de Cisne 2 se dividen en 3 partes a referencia de viviendas, entre ellas son: 1planta, 2 plantas y 3 plantas, siendo las casas de una planta las que predomina en todo Cisne 2. Caracterizamos entre medio y bajo para analizar los tipos de edificaciones predominantes, llegando a la conclusión de que existen viviendas en estado bajo que deterioran la imagen urbana del sector, dando a entender que aun existe una pobreza mayor en el barrio, también hay  en estado medio, estas viviendas que sobresalen de una puntuación baja o de un límite de pobreza, son más frecuentes en toda la zona.